# Rebeka Dremelj
Rebeka Dremelj (Brežice, República Socialista de Eslovenia, RFS de Yugoslavia, 25 de julio de 1980) es una cantante, modelo y personalidad televisiva eslovena.
En 2001, ganó el título de Miss Eslovenia y representó a su país en el concurso Miss Mundo en Sun City (Sudáfrica). En 2008, representó a Eslovenia en el Festival de la Canción de Eurovisión en Belgrado (Serbia).

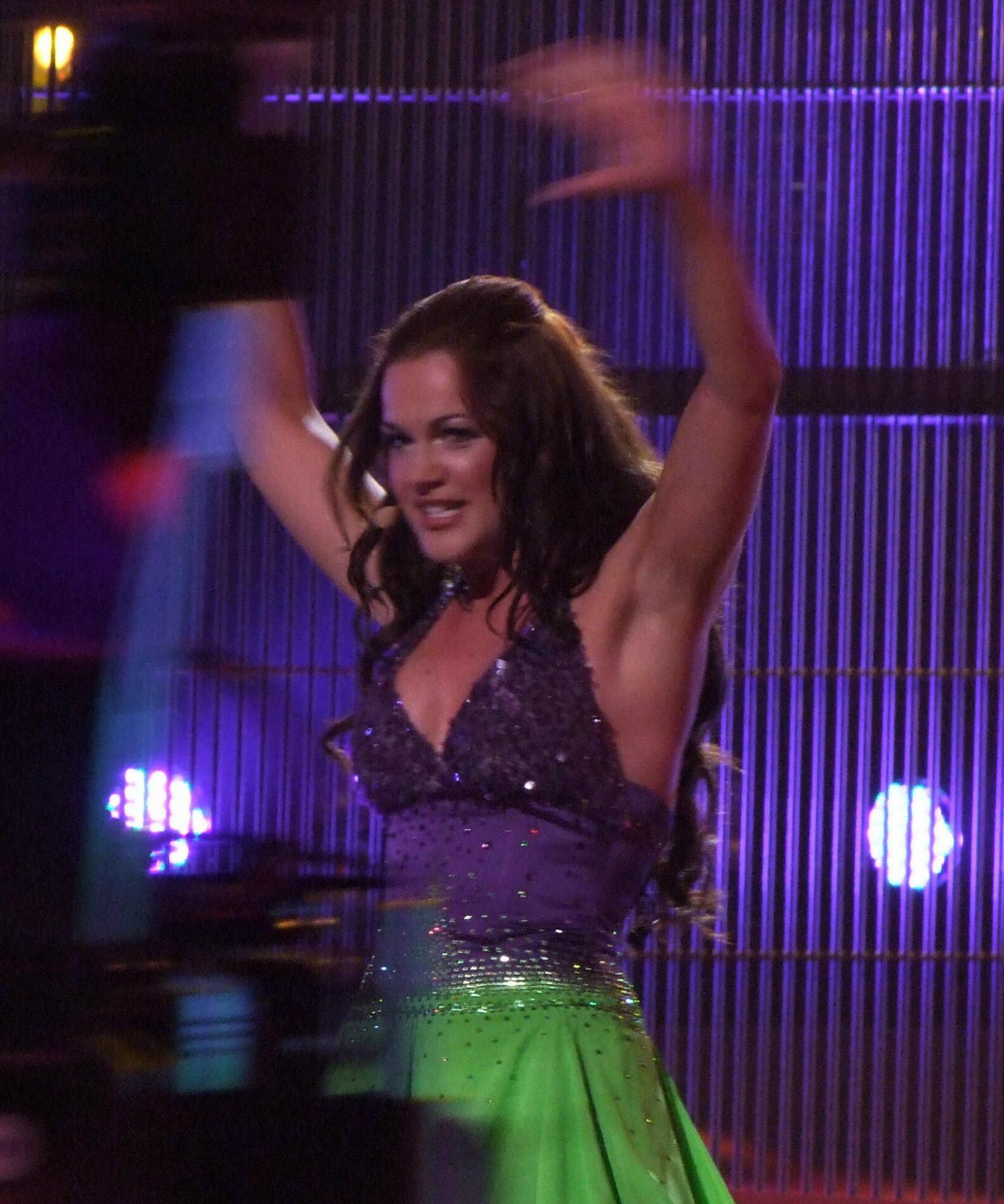
Dremelj en el Festival de Eurovisión 2008.

## Primeros años
Rebeka Dremelj nació el 25 de julio de 1980 en Brežice, RS de Eslovenia (RFS Yugoslavia) y creció en la localidad de Senovo en el municipio de Krško. Sus padres se llaman Daška, una contadora y Drago, quien trabajaba en una empresa de construcción.
Comenzó a trabajar como modelo a los 13 años.

## Carrera

### Concursos de belleza
Fue coronada Miss Eslovenia el 29 de septiembre de 2001 en la Sala Cankar de Liubliana. En noviembre, representó a su país en el concurso Miss Mundo, que se llevó a cabo en Sun City (Sudáfrica), donde no logró ubicarse entre las diez semifinalistas.

### Festival de la Canción de Eurovisión

#### Evrovizijska Melodija 2004
Rebeka Dremelj participó en el Evrovizijska Melodija 2004, la final nacional eslovena para seleccionar la entrada del país en el Festival de la Canción de Eurovisión. Fue anunciada su participación el 11 de diciembre de 2003, con la canción «Ne boš se igral» en la cuarta semifinal.
En la semifinal llevada a cabo el 1 de febrero de 2004, Dremelj obtuvo la victoria y avanzó a la final. Sin embargo, en la final del 15 de febrero de 2004, terminó en décimo lugar.

#### Evrovizijska Melodija 2005
Rebeka Dremelj participó nuevamente en el Evrovizijska Melodija en 2005. Su participación fue anunciada el 22 de diciembre de 2004, con la canción «Pojdi z menoj».
En la final llevada a cabo el 6 de febrero de 2005, Dremelj obtuvo la victoria en la primera ronda con 25,793 votos. Sin embargo, en la segunda y última ronda, quedó en tercer lugar con 23,514 votos.

#### Evrovizijska Melodija 2006
Rebeka Dremelj participó en el Evrovizijska Melodija 2006 como parte de un dúo con Domen Kumer, lo que representó su tercer intento en el concurso. Su participación fue anunciada el 28 de noviembre de 2005. En la final del 29 de enero de 2006, el dúo obtuvo el cuarto lugar con 18 puntos.

#### Evrovizijska Melodija 2008
Dremelj regresó al Evrovizijska Melodija en 2008 para su cuarto intento, con la canción «Vrag naj vzame». Su participación fue anunciada el 11 de diciembre de 2007. Actuó en la segunda semifinal el 2 de febrero de 2008, donde quedó en tercer lugar con 3,541 votos, lo que le permitió avanzar a la final del día siguiente.
En la final, quedó en segundo lugar en la primera ronda con 12,665 votos, y avanzó a la segunda y última ronda. Allí, obtuvo el primer lugar con 56,823 votos, proclamándose ganadora del concurso. Con este resultado, Dremelj representó a Eslovenia en el Festival de la Canción de Eurovisión 2008. En la primera semifinal, Eslovenia obtuvo 36 puntos y quedó en el undécimo lugar, por lo que no se clasificó entre los diez mejores para acceder a la final.